# شورش داعش در عراق (۲۰۱۷–اکنون)
شورش داعش در عراق یک شورش دائمی سطح پایین است که در سال ۲۰۱۷، پس از اینکه داعش، شکست خورد و قلمروی تحت کنترل خود را در جنگ در عراق از دست داد، آغاز شد و در طی آن داعش و متحدش، پرچم‌سفیدها، با ارتش عراق (با حمایت آمریکا)، بریتانیا و سایر کشورهایی که حملات هوایی علیه داعش انجام می‌دهند و همچنین نیروهای شبه‌نظامی خصوصی متحد عراق (با حمایت ایران)، وارد جنگ شدند.